# Can Camps (Anglès)
|  | Per a altres significats, vegeu «Can Camps (Carrer d'Avall)». |

Can Camps és un històric mas agrícola pertanyent al veïnat de Sant Amanç, dins del terme municipal de la gironina vila d'Anglès (la Selva). El veïnat de Sant Amanç, que abraça els darrers contraforts de les Guilleries, és al sud del terme municipal de la vila d'Anglès. Comprèn una sèrie de masos dispersos, la major part d'ells deshabitats. Dels diferents masos pertanyents al veïnat de les Masies de Sant Amanç (Can Comarodona, Can Murtra, Can Migdiada, Can Manyans, entre d'altres), Can Camps és el que se situa més enfilat en el vessant est de la serra de Santa Bàrbara, a 345 metres sobre el nivell del mar. Està enclavat dins del que es coneixen com (valgui la redundància) els Camps de Can Camps, entre el sot de Can Murtra al sud i la riera de Sant Amanç al nord. És una obra inclosa en l'Inventari del Patrimoni Arquitectònic de Catalunya.

## Ús i estat actual
El seu valor arquitectònic i històric en va motivar la seva inclusió al catàleg del Pla de Masies i Cases Rurals d'Anglès el 2005 malgrat el seu estat. Els camps han perdut el seu conreu i han deixat pas a plantacions de pi insigne per a la creació de fusta i paper. Entre els pins i els esbarzers encara es poden descobrir les antigues oliveres, ametllers, cirerers i castanyers. Per la seva situació i història, el mas de Can Camps és fita de referència per a les rutes (pedestres i en BTT) de la zona, com ara la ruta de les Masies de Sant Amanç (sender local). Malgrat el seu aparent estat de calma i decadència, la masia està vivint darrerament canvis importants que auguren la seva reinserció en l'activitat humana de la serra de Santa Bàrbara.

## Descripció
És un edifici aïllat de dues plantes i coberta a dues aigües a laterals situat a la falda d'un puig amb molta visibilitat. El conjunt està format pel mas original i per una ampliació adossada del segle xix. Propers al mas hi ha varis aterrossaments i una bassa construïda. Pel que fa a la masia original, la planta baixa consta de dues portes de mig punt, una de gran i principal i l'altra de petita i secundària. La més gran era adovellada amb grans blocs de pedra sorrenca -que actualment són desapareguts- i la més petita està adovellada amb pedres petites, poc escairades i fruit d'una reforma recent.
El primer pis té dues finestres. Una de més gran, emmarcada de pedra sorrenca, està decorada amb un floró vegetal a la part inferior central de la llinda. Té els brancals fets de grans blocs i l'ampit motllurat. Una altra de més petita, és una finestra de permòdols amb l'ampit emergent. A la part dreta del mas es conserven restes d'un gran rellotge de sol amb vestigis de sanefes i emmarcaments de pintura blanca, vermella i blava.
Pel que fa a la part ampliada, consta d'uns baixos i del primer pis. L'accés al primer pis es fa per una escala situada prop de l'entrada principal del cos antic, passant per una gran terrassa amb baranes fetes de rajol. Aquesta estructura també està coberta a dues aigües a laterals. Els elements més destacables d'aquest cos són l'arcada triple de rajol, les baranes fetes de rajol i la cornisa de mènsules de rajol.

## Història

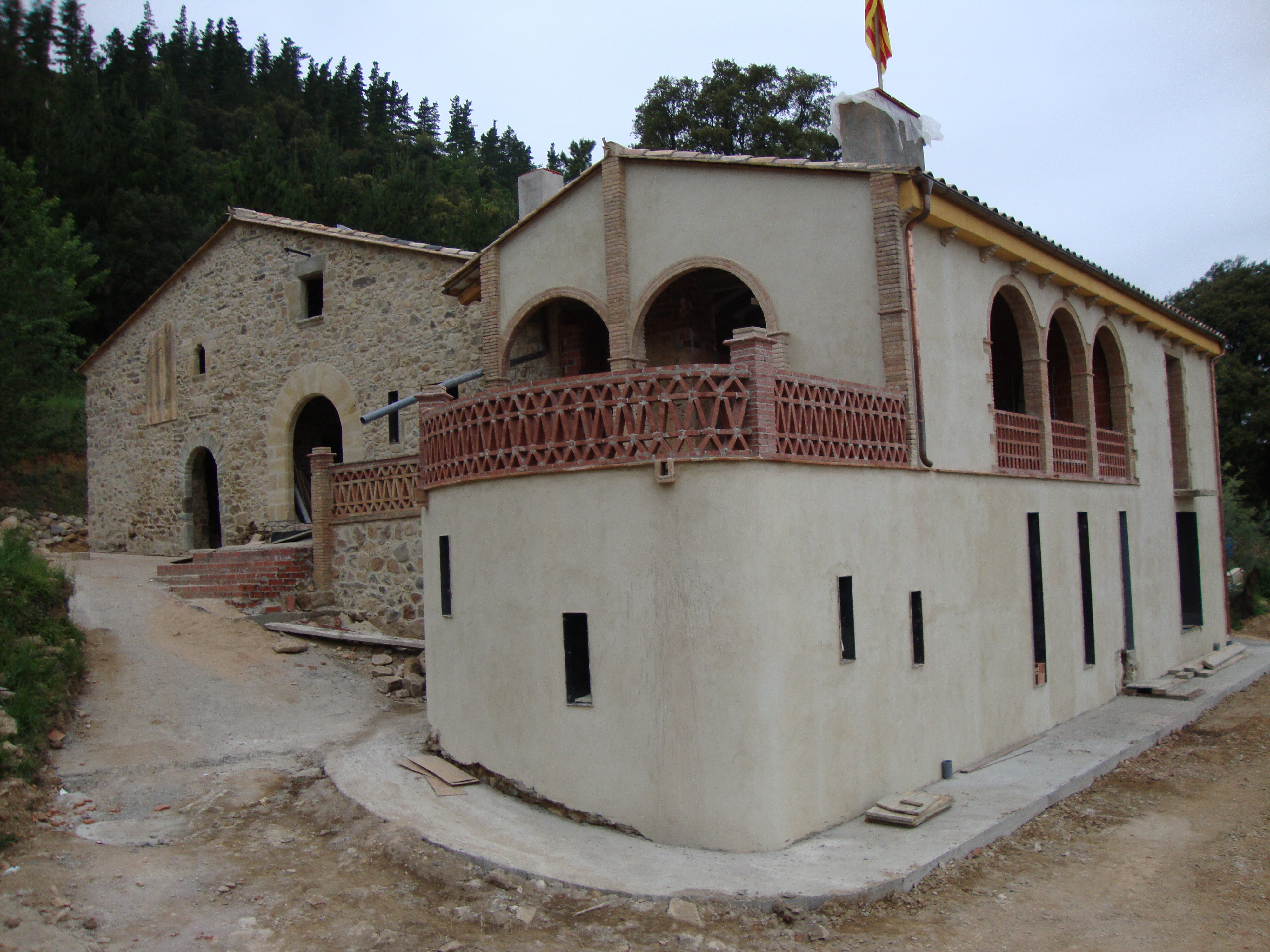
Vista durant les obres del 2012

La primera referència que es fa a aquest mas data del fogatge de 1497, en el qual se'l vincula al cognom de l'aleshores propietari, adquirint així el topònim de Can Camps. En el fogatge de 1553, el mas ja és conegut pel mencionat nom. El capbreu de 1558 el menciona com Antiga Camps. Es comenta que aquesta finca està relacionada amb la família de Serrallonga, però són tantes les masies de les Guilleries que suposen tenir relació de sang amb el bandoler que poca credibilitat es pot dar a aquesta informació. Sent aquest un mas agrari sense importància estratègica ni senyorial, la seva pista és difusa al llarg de la història.
Durant el segle xix el mas es va ampliar a llevant amb un nou cos, dotat de balcons, una porxada i una gran terrassa panoràmica. Desgraciadament, el Registre de la Propietat de Santa Coloma de Farners va patir una inundació i s'han perdut tots els apunts anteriors a la segona meitat del segle xix. L'apunt més antic que hi consta és la seva possessió, encara, per un membre de la família Camps, n'Ignasi Camps (1877). La finca restaria encara dues generacions més a la família fins que va ser heretada per les netes, dues de les quals en vengueren la seva part a en Joan Corbera. Malgrat això, feia temps que els propietaris no habitaven a la masia; la seva gestió era duta pels masovers, i l'amo sols hi anava a passar certes temporades estivals.
La següent constància que se'n té és la seva adquisició (igual que gran part de les terres del terme municipal d'Anglès i dels termes veïns, incloent la veïna masia de Can Manyans) per part de Ramon Esteba, qui la llegà al seu fill Josep Esteba, propietari d'Indústries Esteba d'Anglès, especialitzades en la fabricació d'escuradents. La mort d'aquest feu passar la propietat (junt amb una vintena de finques més de la serra) en herència al seu fill Ramon qui a inicis del segle xxi passà la finca als seus actuals propietaris.
A principis del segle xxi, en el sector de ponent de la casa original, que està sense sostre ni part de les parets, s'han iniciat unes obres de reconstrucció dels murs.